# Sun Kai
Sun Kai war ein General der Wu-Dynastie zur Zeit der Drei Reiche im alten China.
Er war der älteste Sohn des Wu-Generals Sun Shao, der von Sun Ce asoptiert worden war. Sun Kai diente als General, der das Militär bewacht und wurde später zum Marquis von Linchen und zum Kommandanten von Jingxia ernannt. Unter der Herrschaft des unbeliebten Kaisers Sun Hao floh er um 270 ins Reich Jin, wo er nach dem Sieg der Jin über Wu (280) zum Marquis von Danyang ernannt wurde.